# Steeplechase (cavalls)

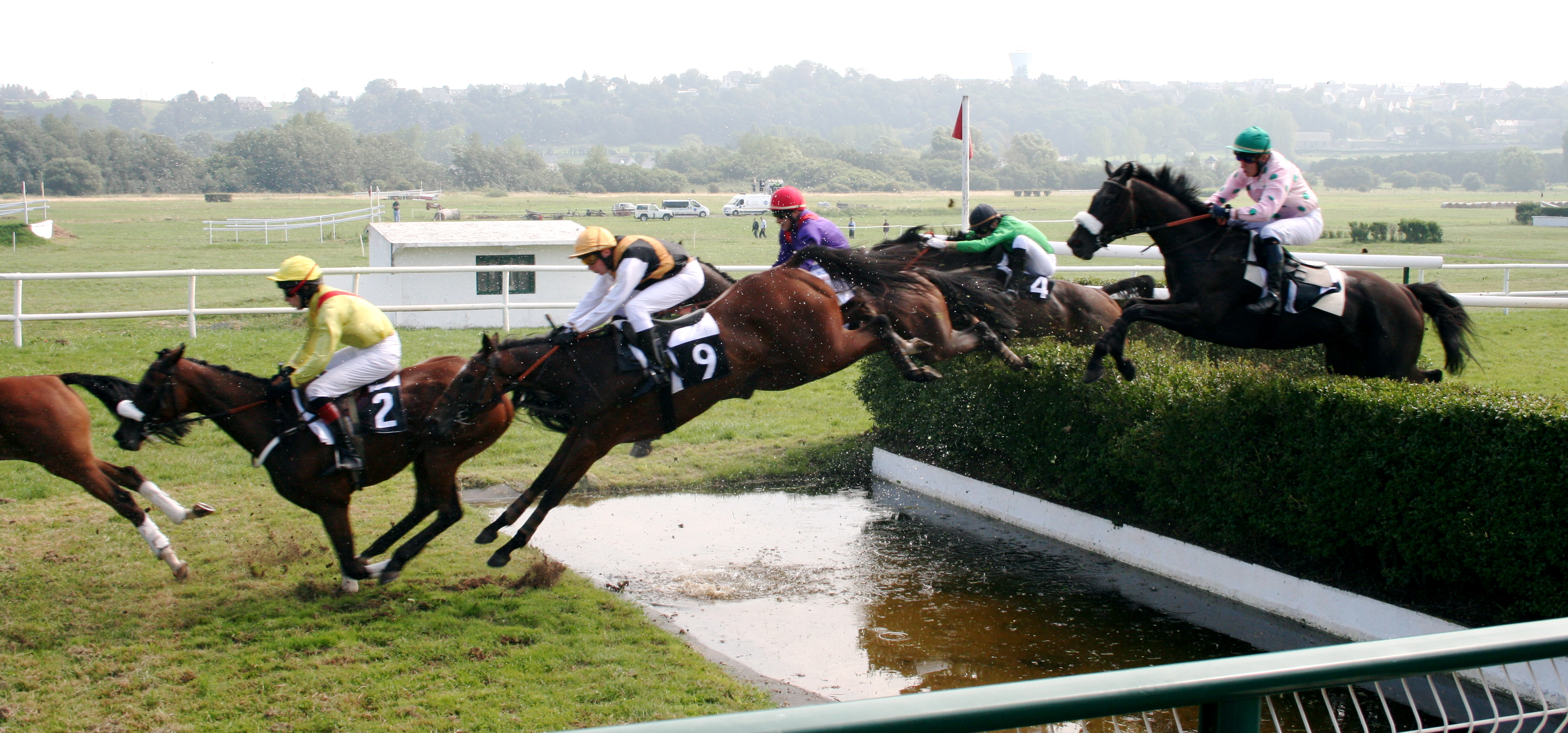
Una competició steeplechase

Una steeplechase és una cursa d'obstacles de cavalls que se celebra sobre una pista amb tanques vegetals i altres obstacles. Aquest tipus de cursa va néixer a Irlanda i després es va estendre al Regne Unit, Canadà, Estats Units d'Amèrica, Austràlia i França. El nom deriva de les primeres curses en què l'orientació de la cursa tenia com a referència el campanar d'una església, saltant tanques i séquies i, en general, travessant els nombrosos obstacles que es plantegen al camp.
L'ús modern del terme "steeplechase" varia segons els països. A Irlanda i el Regne Unit es refereix a les competicions que es fan en pistes equipades amb grans obstacles fixos, mentre que en " obstacles " els obstacles són més petits. A la resta del món, "steeplechase" s'utilitza per referir-se a qualsevol cursa d'obstacles a cavall.
La steeplechase més famosa és la Grand National, una cursa celebrada cada any a l'hipòdrom d'Aintree, Liverpool, des de 1836 (la cursa oficial es va celebrar tres anys més tard). El 2014, va tenir premis globals d'un milió de lliures a l'abast.

## Història

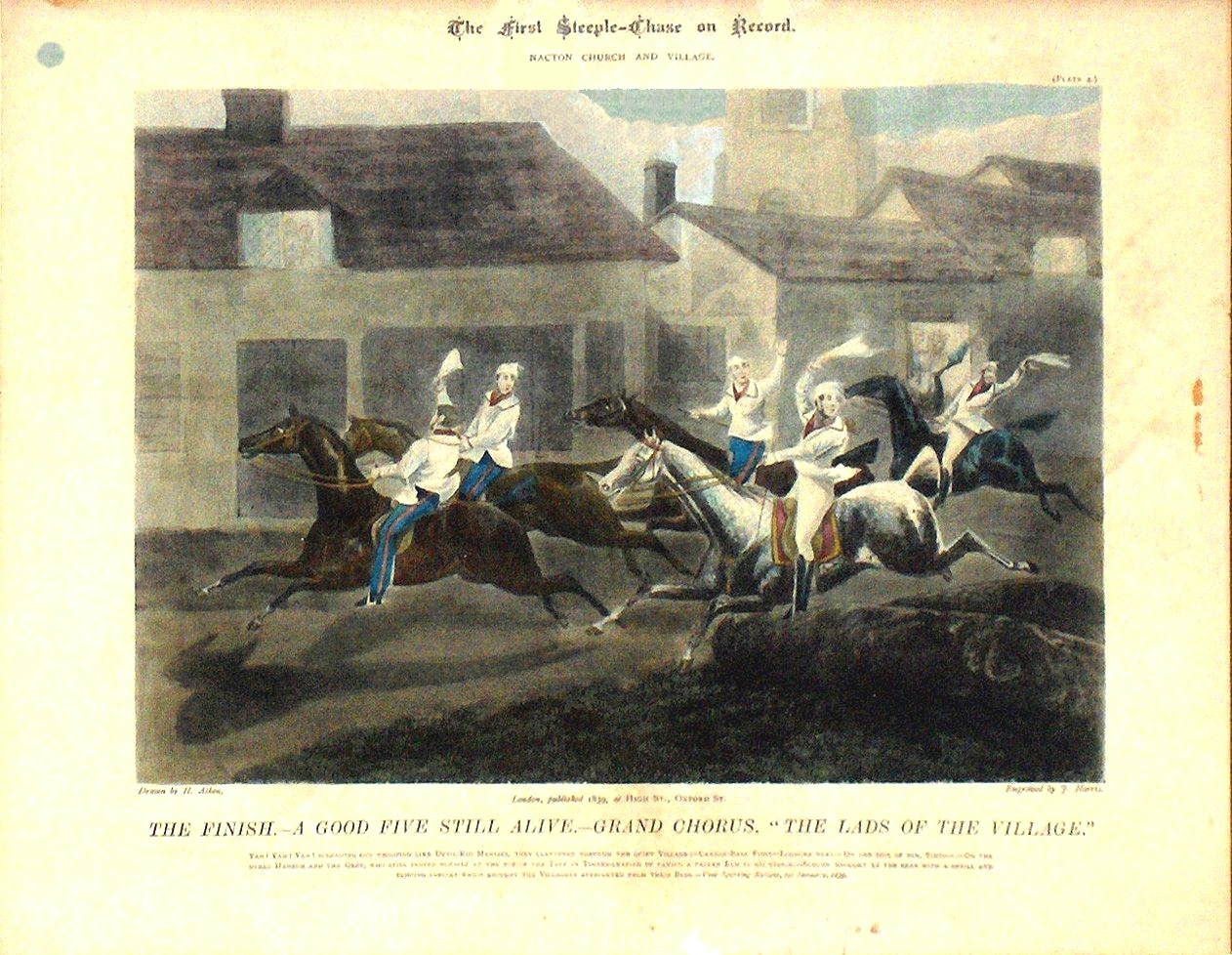
Gravat anònim "Els nois del poble" - la primera steeplechase anglesa coneguda de 1830.

La steeplechase es va originar a Irlanda al segle XVIII com un anàleg a les curses de cavalls de pura sang que anaven de campanar de l'església a campanar de l'església, per tant, "steeplechase". Es diu que la primera cursa d'obstacles va ser el resultat d'una aposta l'any 1752 entre Cornelius O'Callaghan i Edmund Blake, en cursar quatre milles (6,4 km) travessa des de l'església de Sant Joan a Buttevant fins a l'església de Santa Maria (església d'Irlanda) a Doneraile, a Cork, Irlanda.
Es creia que un relat de la carrera es trobava a la biblioteca dels O'Briens del castell de Dromoland. La majoria de les curses d'obstacles anteriors es van disputar a través del camp en lloc de fer-ho en una pista, i s'assemblaven al cross country anglès tal com existeix actualment. La primera cursa d'obstacles registrada sobre una pista preparada amb tanques es va fer a Bedford el 1810, tot i que s'havia fet una cursa a Newmarket el 1794 sobre una milla (1600 m) amb tanques de cinc peus (1,5 m) cada quart de milla (400 m) i la primera steeplechase registrada de qualsevol tipus a Anglaterra va tenir lloc a Leicestershire el 1792, quan tres cavalls van córrer les vuit milles des de Barkby Holt fins a Billesdon Coplow i tornada.
La majoria de les primeres curses d'obstacles es van fer en pistes de cross county, en lloc d'una pista, i s'assemblaven a les curses de cross country angleses que se celebren avui. La primera cursa d'obstacles registrada va tenir lloc a Durdham Down, prop de Bristol, el 1821. Hi havia 5 obstacles en el recorregut de la milla i la cursa es va disputar en tres sèries.
La primera steeplechase nacional anglesa reconeguda va tenir lloc el dilluns 8 de març de 1830. Les 4-milla (6.4 km), organitzada per Thomas Coleman de St Albans, es va córrer des de Bury Orchard, Harlington a Bedfordshire fins a l'Obelisc a Wrest Park, Bedfordshire. El guanyador va ser el capità Macdowall a "The Wonder", propietat de Lord Ranelagh, que va guanyar en un temps de 16 minuts 25 segons. El reportatge de l'esdeveniment va aparèixer a les edicions de maig i juliol de Sporting Magazine l'any 1830.

## República Txeca
El Velká pardubická Steeplechase a Pardubice, a la República Txeca, és la ubicació d'una de les curses d'obstacles més llargues d'Europa. La primera cursa d'obstacles de Velka Pardubice es va celebrar el 5 de novembre de 1874 i des de llavors s'ha organitzat anualment.